# Орфанидес, Петрос
Петрос Орфанидес (греч. Πέτρος Ορφανίδης; 23 марта 1996, Ксанти, Греция) — греческий футболист, полузащитник клуба «Верия».

## Клубная карьера
Орфанидес — воспитанник клуба «Ксанти». 8 января 2015 года в поединке Кубка Греции против «Закинтоса» Петрос дебютировал. 10 мая в матче против «Пантракикос» он дебютировал в греческой Суперлиге.

## Международная карьера
В 2015 году Орфанидес в составе юношеской сборной Греции принял участие в домашнем юношеском чемпионате Европы. На турнире он сыграл в матчах против команд Украины, Австрии,  Франции, России. В поединке против украинцев Петрос забил гол.